# Tochile-Răducani, Leova
Tochile-Răducani este un sat din cadrul orașului Leova din raionul Leova, Republica Moldova. Este situat în lunca Prutului la 15 km de orașul Leova și la 100 km de capitala Republicii Moldova, Chișinău.

## Istoric
Prima dată a fost atestată ca localitate aproximativ prin 1492 sub denumirea de Valea Rădiului. Apoi, conform legendei satului, denumirea de Tochile-Răducani provine din două surse:
- Tochile — de la topitul cânepii, fiindcă în luncă era o baltă mare unde se topea cânepa.
- Răducani — de la un fost boier din familia Răducani, care deținea multe pământuri.

## Demografie

### Structura etnică
Structura etnică a localității conform recensământului populației din 2004:
| Grup etnic                                               | Populație | % Procentaj  |
| -------------------------------------------------------- | --------- | ------------ |
| Băștinași declarați Moldoveni Băștinași declarați Români | 1443 20   | 97,90% 1,36% |
| Ucraineni                                                | 5         | 0,34%        |
| Ruși                                                     | 2         | 0,14%        |
| Bulgari                                                  | 1         | 0,07%        |
| Găgăuzi                                                  | 1         | 0,07%        |
| Țigani                                                   | 1         | 0,07%        |
| Alții                                                    | 1         | 0,07%        |
| Total                                                    | 1474      |              |

## Administrație și politică
Componența Consiliului local Tochile-Răducani (9 consilieri), ales la 5 noiembrie 2023, a fost următoarea:
|  | Partid                            | Consilieri | Componență | Componență | Componență | Componență | Componență |
|  | --------------------------------- | ---------- | ---------- | ---------- | ---------- | ---------- | ---------- |
|  | Partidul Social Democrat European | 5          |            |            |            |            |            |
|  | Partidul Acțiune și Solidaritate  | 4          |            |            |            |            |            |

## Cultură
Localitatea are o școală tip gimnaziu, unde se fac studiile până în clasa a IX-a. Este o clădire construită în anii '60. Are 3 etaje și dispune de o sală de festivități și de sport, cantină, cazangerie și atelier muncitoresc.